# Скотница (Опольское воеводство)
Скотни́ца (пол. Skotnica) —  село в Польше в гмине Прашка Олесненского повета Опольского воеводства.

## География
Село находится в 10 км. от административного центра гмины города Прашка, 22 км. от административного центра повета города Олесно и 62 км. от центра воеводства Ополе.

## История
В 1975—1998 годах село входило в Ченстоховское воеводство.